# Сала-Монферрато
Сала-Монферрато (італ. Sala Monferrato, п'єм. La Sala) — муніципалітет в Італії, у регіоні П'ємонт,  провінція Алессандрія.
Сала-Монферрато розташована на відстані близько 490 км на північний захід від Рима, 55 км на схід від Турина, 28 км на північний захід від Алессандрії.
Населення — 363 особи (2014).
Щорічний фестиваль відбувається 25 липня. Покровитель — San Giacomo.

## Демографія
Населення за роками:

Станом на 1 січня 2023 року в муніципалітеті офіційно проживали 23 іноземці з 6 країн, серед них 5 громадян країн Євросоюзу та 2 громадяни України.

## Сусідні муніципалітети
- Челла-Монте
- Черезето
- Оттільйо
- Оццано-Монферрато
- Тревілле